# Mercedario
Mercedario är ett berg i Argentina.   Det ligger i provinsen San Juan, i den västra delen av landet. Toppen på Cerro Mercedario är 6 770 meter över havet.
Mercedario är den högsta punkten i trakten.
Trakten runt Cerro Mercedario är ofruktbar med lite eller ingen växtlighet.